# Johann Christoph Storer

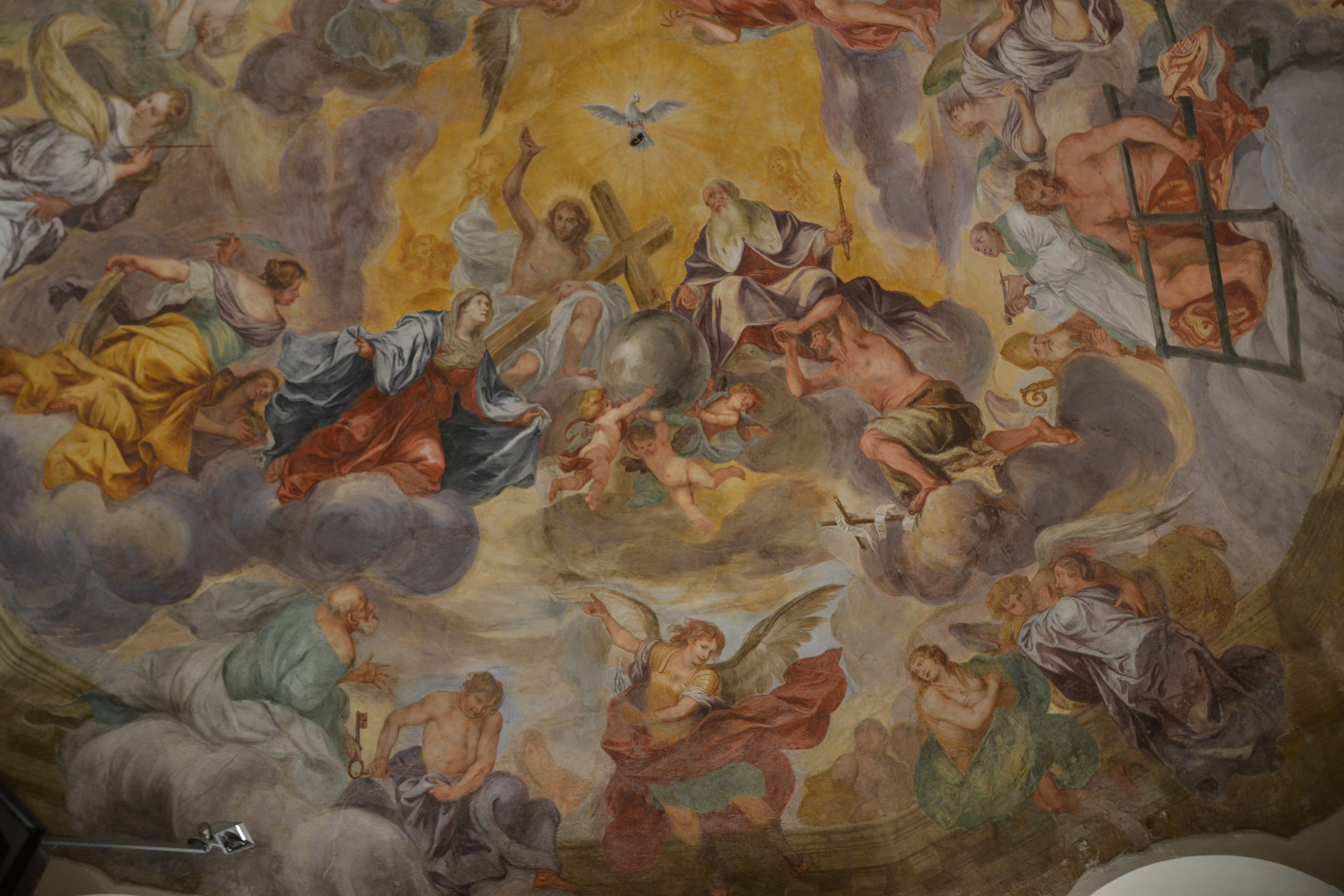
Johann Christoph Storer: Deckenfresko in der Kirche San Lorenzo alle colonne, Mailand

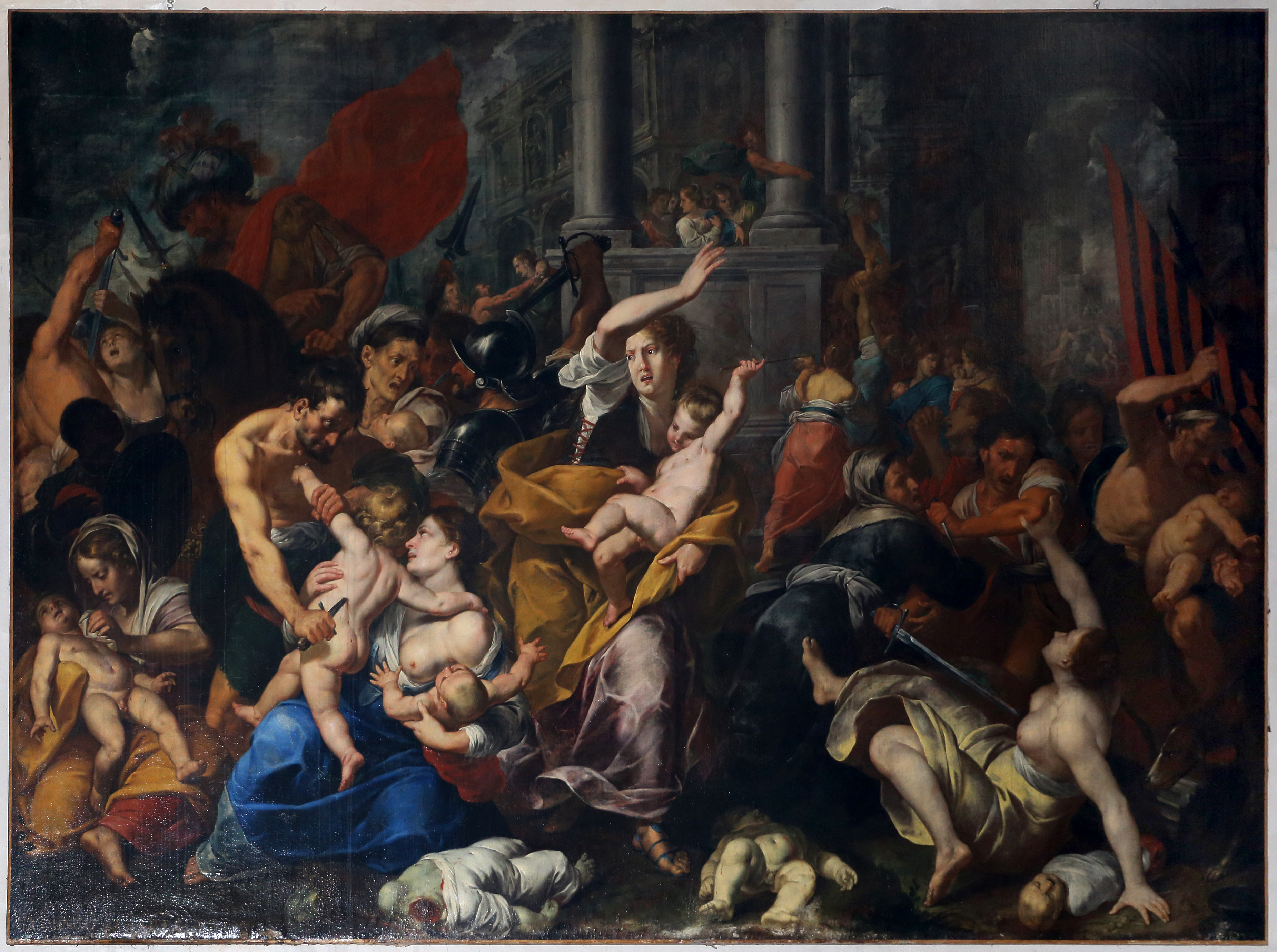
Johann Christoph Storer: Bethlehemitischer Kindermord, Sant’Eustorgio, Mailand

Johann Christoph Storer (oder Storrer; in Italien: Giovanni Cristoforo Storer; * 1620 in Konstanz (Taufdatum: 21. Juli 1620); † 1671) war ein deutscher, lange Zeit in Oberitalien tätiger Maler und Freskant, Radierer und Zeichner für den Kupferstich des 17. Jahrhunderts.
Storers Wirken fiel in die Blütezeit barocker Sakralkunst nach dem Ende des Dreißigjährigen Krieges.

## Leben
Johann Christoph Storer wurde als Sohn des Konstanzer Malers Bartholomäus geboren. Er erhielt eine jesuitische Schulausbildung und absolvierte vermutlich eine Lehre in Augsburg. Nach dem Tod seines Vaters hielt er sich für kurze Zeit in Konstanz auf, übersiedelte aber nach Mailand, um sich dort zum Maler ausbilden zu lassen; er traf auf eine infolge des Todes von Federico Borromeo brachliegende Mailänder Kunstszene. Kurze Zeit arbeitete er mit Ercole Procaccini d. J. zusammen, machte sich aber schnell selbständig. Viele Aufträge als Maler erhielt er über seine Kontakte zu jesuitischen Lehrern, hauptsächlich in den Niederlassungen des Ordens in der oberdeutschen Provinz. 1652 kehrte er nach Konstanz zurück.
Bekanntheit erlangte er durch Entwürfe für Festdekorationen des spanischen Herrschaftshauses (z. B. Triumpharchitektur für Maria Anna von Österreich), die teilweise in Reproduktionsstichen verbreitet wurden. Dekorationen für Privatpaläste (z. B. Palazzo Terzi/Bergamo) bzw. sakrale Ausstattungen (z. B. Certosa di Pavia, Rosenkranzkapelle) folgten rasch.

## Werke
- Quis sicut dominus Deus noster?, 1650, zusammen mit Mathäus Küsel (1629–1681)[2]
- Altartafel in der Karmelitenkirche St. Joseph und St. Maria Magdalena (Würzburg), verbrannt durch den Bombenangriff auf Würzburg am 16. März 1945.[3]
- Um 1654, Altargemälde für Alt Birnau heute in der Kirche des Klosters Rottenmünster bzw. im Vinzenz-von-Paul-Hospital.